# Innenkippe Nochten
Koordinaten: 51° 28′ 55″ N, 14° 29′ 13″ O
Das Naturschutzgebiet Innenkippe Nochten liegt im Landkreis Görlitz in Sachsen, südöstlich des vom tagebaubedingten Abriss betroffenen Dorfes Mühlrose auf dem Gebiet der Gemeinde Trebendorf. Östlich des Gebietes verläuft in nord-südlicher Richtung die sogenannte Spreestraße K8481 von Schleife nach Boxberg.
Das Naturschutzgebiet umfasst eine Bergbaufolgefläche ca. 2 km südöstlich. Es liegt auf dem Plateau der Innenkippe (Hochkippe) des Braunkohlentagebaus Nochten auf stark heterogenen Böden bei 130 m – 140 m ü. NN. Das Gebiet gehörte von 1981 bis 1986 zur ersten wieder urbar gemachten Fläche des Tagebaues Nochten.
Das Sümpfungswasser des Tagebaus Nochten wird u. a. in der Grubenwasserbehandlungsanlage Tzschelln gereinigt, die auf der Innenkippe des Tagebaus liegt. Das gereinigte Kippenwasser wird bei Sprey in die Spree eingeleitet.

## Bedeutung
Das 62,51 ha große Gebiet mit der NSG-Nr. D 101 wurde am 26. Februar 2002 unter Naturschutz gestellt. In ihm befinden sich rekultivierte Kippenbereiche einer typischen Bergbaufolgelandschaft des Braunkohlentagebaus.